# Hamza Kashgari
Hamza Kashgari (en arabe : حمزة كاشغري) est un journaliste et blogueur saoudien, né en 1989 et issu d'une famille d'origine turkmène.

## Accusations de blasphème
Journaliste au quotidien al-Bilad (en), Hamza Kashgari publie le 4 février 2012 sur son compte Twitter trois messages dans lesquels il s'adresse directement au prophète Mahomet.

« Au jour de ton anniversaire, je ne me prosternerai pas devant toi. Je ne baiserai pas ta main. Je la serrerai comme fait un égal, et te sourirai comme tu me souriras. Je te parlerai comme un ami sans plus. »

« Au jour de ton anniversaire, je te trouverai partout où je me tournerai. Je dirai que j’ai aimé des aspects de toi, haï d’autres, et incompris beaucoup plus. »

« Au jour de ton anniversaire, je dirai que j’ai aimé le rebelle en toi, que tu as toujours été une source d’inspiration pour moi, et que je n’aime pas le halo de divinité qui t’entoure. Je ne prierai pas pour toi. »

Immédiatement, des milliers de personnes s'indignent et il reçoit en réponse de nombreuses menaces de mort, malgré la suppression de ses tweets et une lettre d'excuse. Il décide de quitter l'Arabie saoudite pour demander l'asile politique à la Nouvelle-Zélande,, mais est arrêté par la police malaisienne à son arrivée à Kuala Lumpur, le 9 février 2012. Les autorités malaisiennes l'extradent trois jours plus tard vers son pays d'origine,.
Accusé d'apostasie envers l'islam, il est emprisonné par les autorités saoudiennes et risque la peine de mort, ce qui suscite de nombreuses réactions d'indignation,. Au lendemain de son expulsion, déjà, l'ONG Amnesty International publie une alerte Action Urgente, appelant ses sympathisants à se mobiliser pour interpeler les autorités internationales ainsi que le gouvernement saoudien et exhorter ce dernier à libérer Hamza Kashgari.
Hamza Kashgari est libéré le 29 octobre 2013, après 20 mois de prison.